# Babarc
Babarc (em alemão:   Bawarz; em croata:   Babrac) é uma vila da Hungria, situada no condado de Baranya. Tem 18,85 km² de área e sua população em 2019 foi estimada em 723 habitantes.